# Coupe d'Amérique de football ConIFA
La Coupe d'Amérique de football ConIFA (en Anglais: ConIFA American Football Cup, en Espagnol: Copa America de Fútbol de ConIFA, en Portugal: Copa Americana ConIFA) est une compétition masculine de football entre nations d'Amérique du Nord, d'Amérique Centrale d'Amérique du Sud, et des Caraïbes. Elle est organisée par la ConIFA, une organisation qui regroupe certains États, minorités, régions ou nations non affiliées à la FIFA désirant participer à des compétitions internationales. Elle est créée en 2022, regroupant la zone ConIFA d'Amérique du Nord et du Sud, ainsi que le Conseil sud-américain des nouvelles fédérations de football.
Sur le plan sportif, cette compétition est considérée comme la première plus importante en Amérique au sein de la ConIFA.
La 1er édition a eu lieu du 17 juin au 19 juin 2022 au Chili, et a vu Maule Sur s'imposer. Initialement le tournoi aurai du avoir lieu en Argentine à Buenos Aires du 15 au 20 juin 2022,.

## Histoire

### Coupe d'Amérique de football ConIFA 2022
La Coupe d'Amérique de football ConIFA 2022 est la première édition de la Coupe d'Amérique de football ConIFA qui a lieu au Chili du 17 au 19 juin 2022,,.
Initialement la compétition devait avoir lieu en Argentine. La première compétition aurait dû réunir quatre équipes d'Amérique du Nord : la Cascadie, le Kuskatan, le Mexique (ANBM) et le Québec. Ainsi que 4 équipes d'Amérique du Sud: l'État de São Paulo, la Communauté arménienne en argentine, les Mapuches et l'Île de Pâques (Rapa Nui).
Maule Sur remporte la Coupe d'Amérique de football ConIFA 2022, première compétition ConIFA sur le sol du continent Américain, qui lui permet de gagner sa place pour la Coupe du monde de football ConIFA 2024.

## Palmarès
Bilan de la Coupe d'Amérique de football ConIFA
| Édition | Année | Lieu  | Organisateur | Finale    | Finale | Finale    | Match pour la 3e place | Match pour la 3e place | Match pour la 3e place | Participants | Rapport |
| Édition | Année | Lieu  | Organisateur | Vainqueur | Score  | Finaliste | 3e place               | Score                  | 4e place               | Participants | Rapport |
| ------- | ----- | ----- | ------------ | --------- | ------ | --------- | ---------------------- | ---------------------- | ---------------------- | ------------ | ------- |
| 1er     | 2022  | Chili | Maule Sur    | Maul Sur  | -      | Mapuches  | Aymaras                | -                      | État de São Paulo      | 4            |         |

### Bilan par sélection
Le tableau suivant présente le bilan par sélection ayant atteint au moins une fois le dernier carré.
| Pays      | Vainqueur | Finaliste | Troisième | Quatrième | Participations |
| --------- | --------- | --------- | --------- | --------- | -------------- |
| Maule Sur | 1         | 0         | 0         | 0         | 1/1            |
| Mapuches  | 0         | 1         | 0         | 0         | 1/1            |
| Aymaras   | 0         | 0         | 1         | 0         | 1/1            |

## Statistiques

### Meilleur buteur par édition
| Edition | Joueurs      | Buts |
| ------- | ------------ | ---- |
| 2022    | Gabriel Urra | 2    |

### Meilleurs buteurs, toutes phases finales confondues
| Buts | Joueurs | Équipe    | Détail par édition |
| buts | Joueur  | Sélection | ? en 2022          |
| buts | Joueur  | Sélection | ? en 2022          |

### Présidents, sélectionneurs et capitaines vainqueurs
| Année | Président           | Sélectionneur | Capitaine      | Sélection |
| ----- | ------------------- | ------------- | -------------- | --------- |
| 2022  | Francisco Jaramillo | Jaime Pacheco | Dilan Castillo | Maule Sur |

## Organisation

### Stades des finales
| Année | Stade                                    |
| ----- | ---------------------------------------- |
| 2022  | Estadio Fiscal de Linares (en) (Linares) |

### Arbitres des finales
| Édition | Arbitres                                          |
| ------- | ------------------------------------------------- |
| 2022    | José Villar, Fernando González, Benjamin Villagra |